# 고니시 사쿠라코
고니시 사쿠라코(일본어: 小西 桜子, 1998년 3월 29일 ~ )는 일본의 배우이다.